# Litslena distrikt
Litslena distrikt är ett distrikt i Enköpings kommun och Uppsala län. 
Distriktet ligger öster om Enköping. 

## Tidigare administrativ tillhörighet
Distriktet inrättades 2016 och utgörs av socknen Litslena i Enköpings kommun.
Området motsvarar den omfattning Litslena församling hade vid årsskiftet 1999/2000.